# تل قناص
يقع تل قناص على الضفة اليمنى لنهر الفرات، على بعد 12 كم شمالي مدينة مسكنة، يضم معابد ومخلفات لحضارات عديدة تعاقبت عليه على مدى 23 قرناً من الزمن. يعتقد أن له أهمية دينية بسبب العثور فية على رقم طينية مكتوبة تعاصر ما عثر عليه في مدينة الوركاء. 